# Dassenberg
Dassenberg is de naam van een landgoed in Noord-Brabant dat zich bevindt tussen Steenbergen en Klutsdorp. Het landgoed meet 133 ha en is in particulier eigendom.

## Geschiedenis
Het landgoed wordt al vermeld in 1498, toen het toebehoorde aan Adrianus Outs. Bij verkoop in 1784 was er sprake van bouwland, polderland, bossen, onbeplante heide en turfmoeren. Ook was er een herenhuis, een hoeve, een schuur en een stal. Bij een verkoop in 1844 was er sprake van een heerenhuizing, stalling, remise, landbouwerswoning, stal, schuur en andere gebouwen, tuinen, boomgaarden, lanen, dreven, vijvers en grachten, zaai-, wei- en boslanden en houtkanten, heide en moerassen, turf- en rietvelden. 

## Natuur
Het landgoed ligt deels in het zeer laaggelegen dal van de Ligne, meer dan 0,5 m beneden NAP, terwijl het westelijk deel op dekzand ligt en een hoogte van 3,4 meter boven NAP bereikt en een noordelijke uitloper is van het Brabantse zandgebied. Aldus varieert ook de vegetatie van vochtige bossen en hooilanden, moeras en turfkuilen, tot vochtig berken-zomereikenbos en droog naaldbos. De ouderdom van het bos in sommige delen bedraagt 150 jaar.
In de verlandingsvegetaties langs de Ligne groeit galigaan, in het hooiland vindt men grote ratelaar, en in het zomereiken-berkenbos vindt men koningsvaren en dubbelloof. In het gebied broeden torenvalk, boomvalk en nachtegaal.
In het oosten aansluitend aan Dassenberg vindt men natuurgebied Het Laag.

## Cultuur
In het landgoed staan diverse rijksmonumenten, alle ontworpen door C.P. van Genk. Het betreft een landhuis in chaletstijl uit 1894, koetshuis (1895), de neogotische Mariakapel uit 1896, en een boswachterswoning uit 1899.